# Abrichthobelmaschine

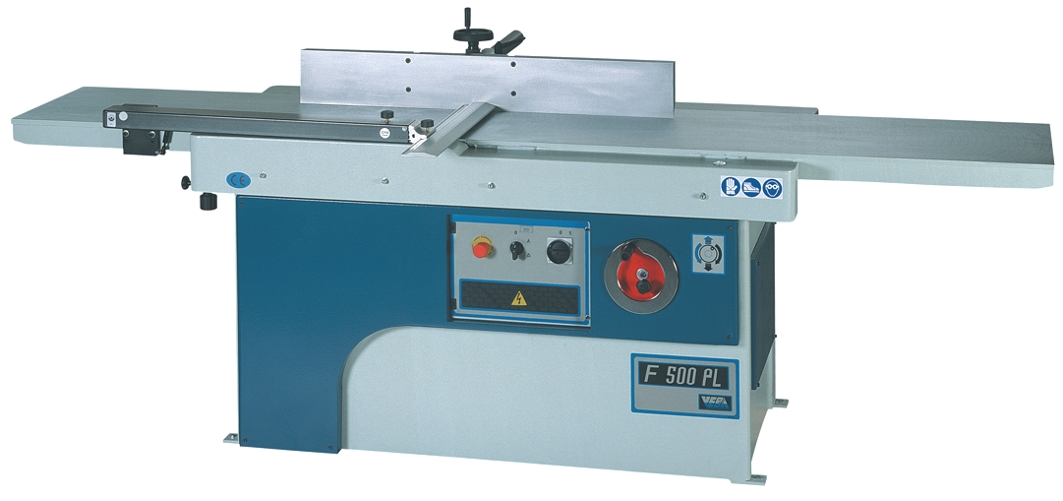
Abrichthobelmaschine für die Holzbearbeitung

Funktionsschema einer Abrichte

Die Abrichthobelmaschine oder kurz Abrichte ist eine spanende Werkzeugmaschine für die Holzverarbeitung. Hauptsächlich dient sie zum Glätten und Ebnen (Abrichten), zum Herstellen von Winkelkanten und zum Vorbereiten von Breitenverbindungen (Fügen) bei Massivholz.

## Aufbau
Der Maschinenkörper nimmt das Antriebsaggregat, die Hobelwelle, in der zwei oder mehr Hobelmesser eingesetzt sind, und die beiden verstellbaren Abrichttische auf. Die Fläche des Abnahmetisches wird auf Höhe des Messerflugkreises eingestellt, während der Aufnahmetisch unter die Höhe des Messerflugkreises eingestellt wird. Der Höhenunterschied zwischen auf- und abnehmendem Tisch bestimmt die Spanabnahme am Werkstück. Der Fügeanschlag dient als Anschlag, um die Flächen des Werkstückes in einen definierten Winkel zu bringen. Er ist meist von 90° bis 45° einstellbar. Als Sicherheitseinrichtung dient ein Hobelwellenschutz, das heißt eine einstellbare Abdeckung der Hobelwelle, die gegen unbeabsichtigten Kontakt des Benutzers mit der rotierenden Hobelwelle schützen soll.
Hier gibt es drei gängige Vorrichtungen (Ausstattung stark abhängig vom Alter der Maschine!)
1. Klappenschutz mit Fügeleiste: Dieser Schutz besteht aus vielen mittels Scharnieren verbundenen Holzklappen.
2. Gliederschwingschutz: Schwenkt beim Berühren zur Seite und gibt die Hobelwelle frei. Nachteil dieses Schutzes ist, dass die Welle bei breiten Werkstücken schon früh freigegeben wird, was eine erhöhte Unfallgefahr darstellt.
3. Schutzbrücke: Dies ist die neueste und sicherste Einrichtung, die es zurzeit gibt. Sie deckt die Welle immer ab, unabhängig von Werkstückbreite etc. Sie wird nur dann freigegeben, wenn man mit dem Werkstück gegen einen an dem Schutz montierten Anschlag anfährt.

Manchmal können Abrichthobelmaschinen um eine Horizontal- oder Langlochbohreinrichtung erweitert werden. Dazu wird auf das zugängliche Ende der Hobelwelle ein Bohrfutter und vor die Maschine eine verstellbare Werkstückauflage montiert.
Gebräuchlich sind auch sogenannte Abricht- und Dickenhobelmaschinen, d. h. kombinierte Maschinen, die sich durch das Hochklappen der Abrichttische in eine Dickenhobelmaschine umrüsten lassen.

## Arbeitsweise
Zur Herstellung eines rechtwinkligen Werkstückes wird mit der Abrichte meist ein auf einer Formatkreissäge zugeschnittenes Holz an zwei nebeneinanderliegenden Seiten glattgehobelt und in einen rechten Winkel (90°) gebracht.
Folgende Arbeitsschritte sind notwendig:
1. Abrichten – Eine Seite des Kantholzes wird abgerichtet (ohne den Fügeanschlag zu benutzen) – damit entsteht eine ebene Fläche, die als Ausgangsfläche für die weiteren Bearbeitungsschritte dient.
2. Winkelkante anstoßen (fügen) – Eine zweite, an die erste angrenzende Fläche wird abgerichtet, indem die erste bereits gehobelte Fläche am Abrichtanschlag angelegt wird und das Werkstück über die Hobelwelle geführt und damit gehobelt wird.

Das Ergebnis ist ein zweiseitig gehobeltes Kantholz mit sauber rechtwinklig zueinander stehenden Flächen. Die weitere Bearbeitung erfolgt auf der Dickenhobelmaschine.
Beim Fügen werden zur Herstellung in der Breite verleimter Flächen zwei gegenüberliegende Seiten von Hölzern winkelig gehobelt.